# Anoplodactylus pygmaeus
Anoplodactylus pygmaeus is een zeespin uit de familie Phoxichilidiidae. De soort behoort tot het geslacht Anoplodactylus. Anoplodactylus pygmaeus werd in 1864 voor het eerst wetenschappelijk beschreven door Hodge. 